# Jasson Domínguez
Jasson Domínguez (Esperanza, República Dominicana, 7 de febrero de 2003), más conocido como Jasson Domínguez, es un jugador profesional dominicano de béisbol que se desempeña en la posición de jardinero izquierdo en New York Yankees, equipo de las Grandes Ligas de Béisbol (MLB).

## Carrera
En 2023, Domínguez hizo su debut en la MLB con el equipo New York Yankees, donde lleva jugando dos temporadas.